# Dounia et la Princesse d'Alep
Pour plus de détails, voir Fiche technique et Distribution.
Dounia et la Princesse d'Alep est un film d'animation canadien réalisé par Marya Zarif et André Kadi et sorti en 2022.

## Synopsis
Dounia est une petite fille de 6 ans qui vit à Alep, en Syrie, avec ses grands-parents. Quand sa maison est touchée par une bombe, ils prennent la route de l'exil. Dounia est pleine d'imagination, d'espoir et de résilience, elle porte un regard interrogateur sur le monde.

## Fiche technique
- Titre original : Dounia et la Princesse d'Alep
- Réalisation : Marya Zarif et André Kadi
- Scénario : Marya Zarif
- Animation : Audrey Michaud, Hugo Giard-Leclerc, Julie Fréchette, Gérémy Sorlini, Éloi G. Thibault, Keshan Chen et Marc-Olivier Côté
- Photographie :
- Décors : Cora Naomée Grenon et Noémie Klopfenstein
- Montage :
- Musique : Pierre-Yves Drapeau
- Production : Judith Beauregard
- Société de production : Tobo Média
- Société de distribution : Haut et Court
- Pays de production :  Canada
- Langue originale : français
- Format : couleur — 2,35:1
- Genre : animation
- Durée : 73 minutes
- Dates de sortie :
  - France : 18 juin 2022 (Festival international du film d'animation d'Annecy) ; 1er février 2023 (sortie nationale)
  - Canada : 28 avril 2023

## Distribution

### Acteurs de la version originale française
- Rahaf Ataya : Dounia (voix)
- Mohsen El Gharbi : Nour, le père de Dounia (voix)
- Elza Mardirossian : Téta Mouné (voix)
- Manuel Tadros : Jeddo Darwich (voix)
- Marya Zarif : Leyla / Lina (voix)
- Mustapha Aramis : Djwann (voix)
- Houssam Ataya : Sami (voix)
- Irlande Côté : Rosalie (voix)
- Naïm Jeanbart (voix)
- Raia Haidar (voix)